# Бережанка (Стрижівський повіт)
Бережанка (пол. Brzeżanka) — село в Польщі, у гміні Стрижів Стрижівського повіту Підкарпатського воєводства.
Населення — 336 осіб (2011).

## Етнографія
Лінгвісти зараховували українців даної місцевості до «замішанців» — проміжної групи між лемками і надсянцями.

## Історія
Українці-грекокатолики села поступово зазнавали процесів латинізації та подальшої полонізації. Вони належали до парафії Бонарівка Короснянського деканату Перемишльської єпархії.
Після Другої світової війни село опинилось на теренах ПНР.
У 1975-1998 роках село належало до Ряшівського воєводства.

## Демографія
Демографічна структура станом на 31 березня 2011 року:
|          | Загалом | Допрацездатний вік | Працездатний вік | Постпрацездатний вік |
| -------- | ------- | ------------------ | ---------------- | -------------------- |
| Чоловіки | 164     | 30                 | 105              | 29                   |
| Жінки    | 172     | 35                 | 93               | 44                   |
| Разом    | 336     | 65                 | 198              | 73                   |